# Moral del Condado
Moral del Condado es una localidad de la provincia de León, comunidad autónoma de Castilla y León, España. Situado en la ribera del río Porma, a unos 17 Kilómetros de León capital. El pueblo se sitúa en una pequeña elevación desde el que se divisa toda la ribera del Porma. 
Las principales actividades económicas son la agricultura y la ganadería. La población es cada vez más escasa, especialmente durante el invierno. 
Hay documentos que señalan su existencia en el año 917, aunque posteriormente, probablemente en el siglo XVII fue despoblado. Al respecto hay distintas teorías sobre las causas del despoblamiento, siendo la más extendida la que habla de La Mozona de Moral, que envenenó el agua de la fuente y con ello a todos los habitantes del pueblo. En el bar del pueblo, hacen la hamburguesa " La Mozona", digna de degustar.
Moral se eleva unos 10 metros sobre Villafruela del Condado. La situación de que gozan es privilegiada tanto por sus terrenos arcillosos y llanos que les convierte en fértiles, como por la proximidad del río con terrenos adecuados para el riego.
La hidrología está marcada por el río Porma que surca estas tierras atravesándolas por el Este. Su cauce ha sido desviado por el peligro que suponían sus crecidas para el pueblo de Villafruela. El Oeste está irrigado por el Canal Nuevo que desplazó al antiguo Canal de Arriola. Se suman a estos dos cursos de agua otras dos acequias que se conocen como el Canal y el Valle o el Reguerón, además de gozar de una completa red de regueros o presas. Las aguas hidrostáticas son abundantes y existen varios pozos cuyo uso ha ido decayendo paulatinamente. Estas aguas están en los horizontes porosos del cuaternario. Además son importantes las fuentes, en particular dos: La fuente del Chozo que surte a Villafruela y la de la Era del Campo. El agua de Moral procede de una corriente artesiana “el Caño”.
La vegetación abunda en especies de árboles como alisos, chopos, negrillos, fresnos, robles, balsas, etc. Es evidente la presencia de frutales típicos y propios del Norte de la Provincia. La pradera es importante como la exige una ganadería con un buen grado de desarrollo.

## Toponimia
Moral, del preindoeuropeo Mor, "roca, monte".
Condado, del latín Cominatus, "cortejo, acompañamiento", "dignidad honorífica de conde" o "territorio o lugar a que se refiere el título nobiliario de conde y sobre el cual ejercía éste antiguamente señorío" (en referencia a los Nuñez de Guzmán); o del céltico Condate, "confluencia" (en referencia a los ríos Porma y Curueño).
Morale (año 1049), Moral secus fluvio Porma (año 1055), Moral del Condado (año 1426).
- Datos: Q17312440